# Aspalathus erythrodes
Aspalathus erythrodes är en ärtväxtart som beskrevs av Christian Friedrich Frederik Ecklon och Carl Ludwig Philipp Zeyher. Aspalathus erythrodes ingår i släktet Aspalathus och familjen ärtväxter. Inga underarter finns listade i Catalogue of Life.